# Grupo Cisneros
A Organizacion Cisneros S.A. ou também chamada de Grupo Cisneros, é um conglomerado de meios de comunicação, entretenimento, mídia digital, investimento imobiliário, produtos de desenvolvimento e turismo alcançando consumidores 550 milhões de espanhóis e portugueses na América e Europa, além de mídia de conteúdo para mais de 90 países. Tem sua sede em Caracas, na Venezuela e em Miami, Estados Unidos. Seu presidente é o empresário renomado Gustavo Cisneros e seu Vice-Presidente é Adriana Cisneros.
É sócio da Coca-Cola naquele país, mas atua mais fortemente na área de comunicações. No Brasil, é conhecido por produzir canais como MuchMusic, Retro, Infinito, cl@se, Locomotion, hTV, PlayboyTV, Venus, além de Space e I.Sat, e os canais de áudio DMX Music. Pode ser considerada uma das maiores empresas venezuelanas. Foi vendido à Turner Broadcasting System.

## História

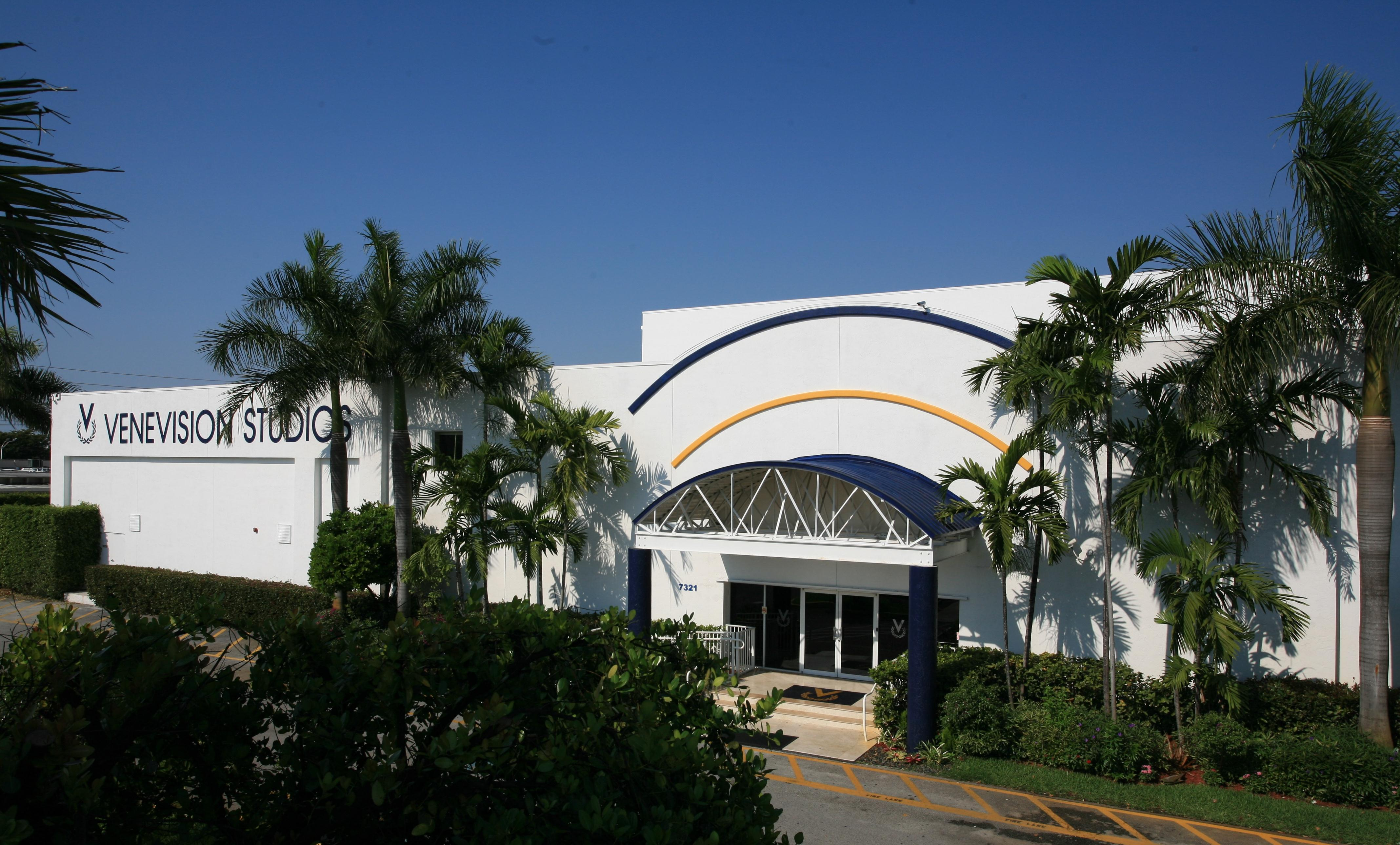
Instalaciones de Cisneros Studios en Miami

A organização Cisneros foi fundada em 1929 na Venezuela por Diego Cisneros como um pequeno negócio de transporte de materiais, a empresa cresceu rapidamente e expandiu-se com o prêmio para a fabricação e comercialização de refrigerantes Pepsi-Cola em Caracas. Diego diversificados negócios em 1961 quando adquire o canal de TV, Televisa, que se tornaram Venevisión. Gustavo Cisneros, seu filho, começou sua carreira em operações de mídia e entretenimento de televisão da empresa. Em 1970, Gustavo Cisneros foi nomeado presidente da Cisneros (Bachelet, 2004).
A criação da Venevision International (atualmente Cisneros Media Distribution), que é responsável para a distribuição, marketing e produção de conteúdo de entretenimento, avançou significativamente o alcance global das operações do grupo.
Atualmente, Cisneros mídia de distribuição é um dos principais fornecedores de programação para a Univision, o líder espanhol em cadeia dos Estados Unidos. Ao mesmo tempo para os negócios da empresa, Gustavo Cisneros e Patricia Phelps de Cisneros, criou a Fundação Cisneros, uma instituição privada sem fins lucrativos, focada na melhoria da educação na América Latina, que é o colaborador de várias iniciativas educacionais destinado a promover a liberdade de expressão, incentivar o desenvolvimento económico e promover o entendimento multicultural.
Em agosto de 2013, Gustavo Cisneros nomeou sua filha Adriana Cisneros de Griffin, como novo CEO (Chief Executive Officer) da Cisneros, que serviu como vice-presidente e diretor de estratégias da organização, concentrando-se principalmente no desenvolvimento da organização no mundo digital e e-commerce nos últimos sete anos.

## Empresas da Cisneros
As empresas do Cisneros incluem a maioria e interesses minoritários em várias empresas que são geridas directamente ou indirectamente através de empresas, joint venture ou empresas parceiras; e eles são agrupados nas seguintes divisões corporativas:

### Cisneros Media
Unidade de negócios da organização Cisneros, incluindo suas empresas de transmissão em televisão, produção e distribuição de conteúdo, música e beleza concursos:

#### Canais de televisão de sinal aberto
- Venevision: é a principal e maior cadeia de televisão da Venezuela. Tem uma freqüência de sinal aberto em todo o país.

#### Sinal de canais de TV paga
- Venevision+Plus: canal de assinatura que oferece 250 horas por mês de programação em espanhol que combina o talento e carisma de artistas reconhecidos mundialmente.
- VmasTV: canal de assinatura dedicado ao público colombiano, com vários gêneros e formatos, incluindo o drama, mostra a realidade, shows de comédia e competições.
- Ve TV Plus (anteriormente Novelisima): romances e canal de entretenimento, com programação diversificada que combina talk-shows, programas de variedades e humor.
- ViendoMovies: Filme em vários países da América Latina canal.
- Vênus: Canal para adultos na América Latina.

#### Conteúdo e distribuição
- Cisneros Media Distribution (anteriormente Venevision International): empresa de entretenimento com mais de 30 anos de experiência na distribuição de conteúdo em Espanhol produzido pela Cisneros e outras empresas.
- Venevision Productions: Hispânica independente companhia de produção, maior nos Estados Unidos, cuja programação é distribuída mundialmente em mais de 90 países ao redor do mundo.
- Venevision Studios: Instalação para a produção de televisão, programação, com instalações, incluindo três estudos, cobrindo mais de 26.000 metros quadrados, com câmeras digitais, Digitas AES e a capacidade de produzir programas para a TV de alta definição.
- Tigritos Media Productions: Produção de televisão na Venezuela

#### Entretenimento e música
- Organização Miss Venezuela: é a organização responsável por dirigir e produzir de beleza Miss Venezuela, Miss Venezuela Mundo e concursos de Mister Venezuela. Hoje o concurso de Miss Venezuela é um evento multimídia.
- VeneMusic: companhia de música da Venevision International, que promove, produz e distribui música latina de diferentes gêneros, incluindo questões de produções televisivas da Cisneros.
- Siente Músic: Joint-venture entre VeneMusic/Universal Music Latino, ganhando elogios da divisão da Universal Music Group.

### Cisneros Interactive
Divisão corporativa do lidar Cisneros desenvolver negócios digitais para o público hispânico nos Estados Unidos e América Latina. Sua estratégia de negócios está focada em duas áreas principais; digital, publicidade, online e móvel e -commerce. Seus principais negócios são:
- Claxson Interactive Group: media empresa que produz e distribui conteúdo em vários idiomas
- RedMas: É uma rede de publicidade móvel hispânica e estúdio móvel. Esta empresa se concentra em fornecer a seus clientes e clientes potenciais, o design e desenvolvimento de estratégias móveis que inclui a criação de portais em HTML5 e aplicações para diferentes sistemas operacionais, incluindo o Android, IOs, Windows, Symbian e tablet.
- Adsmovil: rede de publicidade móvel para a comunidade hispânica dos Estados Unidos e nos mercados da América Latina em espanhol e Português.
- Venemobile: Sistema de telecomunicações da organização.

### Consumo de produtos e serviços
- Cervejaria Regional: reconhecidas empresas de cervejas e maltes na Venezuela.
- Viagens e turismo: Agência de viagens corporativa, na Venezuela, onde oferece serviços tais como entrega de bilhetes e de assistência ao viajante em 125 países, acesso ao sistema de reservas Sabre na Internet e call center nos Estados Unidos, Europa e América Latina.
- FISA: Tem como actividade principal, a fabricação e distribuição de produtos de beleza pessoal na Venezuela. Suas linhas de fabricação abrange os produtos para o cuidado dos cabelos, sabonetes e desodorantes, produtos de cuidados da pele e fragrâncias para homens e mulheres.
- Americatel: Oferece a clientes corporativos uma interconexão pelo núcleo de comunicação digital na Venezuela, utilizando tecnologia desenvolvida pela Motorola, Inc., que permitirá um grande volume de usuários compartilhar um número relativamente pequeno de comunicação rotas atualmente, este serviço é oferecido em Caracas, La Guaira, Maracay, Valencia, Puerto Ordaz e Maturin.

#### Telecomunicações
- DigiTel: Reconhecida companhia telefônica na Venezuela.

#### Deportes
- Leones del Caracas: reconhecida equipe de beisebol profissional na Venezuela pertencentes ao Campeonato Venezuelano de beisebol profissional.